# Haplophyllum dauricum
Haplophyllum dauricum är en vinruteväxtart som först beskrevs av Carl von Linné, och fick sitt nu gällande namn av George Don jr. Haplophyllum dauricum ingår i släktet Haplophyllum och familjen vinruteväxter. Inga underarter finns listade i Catalogue of Life.